# ایران بین دو انقلاب
ایران بین دو انقلاب (به انگلیسی: Iran Between Two Revolutions) کتابی از یرواند آبراهامیان است که در سال ۱۳۶۱ خورشیدی (۱۹۸۲میلادی) توسط انتشارات دانشگاه پرینستون در نیوجرسی آمریکا منتشر شده‌ است. این کتاب توسط نشر مرکز در سال ۱۳۷۷ خورشیدی و نشر نی در سال ۱۳۸۷ خورشیدی به فارسی ترجمه شد. دارای یازده فصل است.

## معرفی
کتاب «ایران بین دو انقلاب»  بر مبنای جامعه‌شناسی سیاسی برای تحلیل رویدادهای اجتماعی سیاسی سده اخیر ایران توسط «یرواند آبراهامیان» نوشته شده‌ است و بارها در ایران تجدید چاپ شده است. نشر مرکز تا کنون ۲۳ بار   و نشر نی ۲۹ بار این کتاب را تجدید چاپ نموده است.
نویسنده تاریخ ایران را از  انقلاب مشروطه تا  انقلاب اسلامی سال ۱۳۵۷ خورشیدی مورد بررسی قرار می‌دهد و کتاب را به ۳ بخش عمده: پیشینه تاریخی، سیاست ستیز اجتماعی و ایران معاصر، تقسیم نموده است. هدف اصلی این کتاب، تحلیل بنیان و شالوده اجتماعی سیاست ایران است و یرواند آبراهامیان این موضوع را از طریق بررسی کشمکش‌های طبقاتی و قومی طی حدود صد سال گذشته و در ارتباط میان تحولات اجتماعی-اقتصادی و توسعه سیاسی ایران انجام می‌دهد. بی‌شک پیدایش طبقه‌های نوین اجتماعی به ویژه طبقه متوسط سنتی و طبقه روشنفکر و پیدایش احزاب و گروه‌های سیاسی و کشمکش‌ها و جدل‌های میان آن‌ها مسیر شکل‌گیری ایران معاصر را تسریع کرده است.
در ایران معاصر "گروه‌های قومی" و "طبقات اجتماعی" نقش مؤثری ایفا می‌کنند.  در کتاب «ایران بین دو انقلاب» عبارت «گروه قومی» به معنی گروه‌بندی افراد در زبان، تبار قبیله‌ای، دین یا هم‌ولایتی‌گری مشترک به کار رفته‌ است و اصطلاح «طبقه اجتماعی»، متشکل از افرادی است که دارای ارتباط و رفتار متقابل و مشترک در محیط‌های توسعه‌یافته یکسان اقتصادی، اجتماعی و سیاسی خواهند بود. آبراهامیان با بررسی گروه‌های قومی، طبقات اجتماعی، احزاب و گروه‌های سیاسی آن زمان، روابط اقتصادی و توسعه سیاسی صد سال گذشته ایران را بررسی می‌کند و ظهور مدرنیته و دموکراسی ناقص و نارس در ایران را روشن می‌کند. کتاب «'ایران بین دو انقلاب'»را می‌توان به سه بخش تفکیک نمود: 
- الف) بررسی زمینه‌های تاریخی ایران رو به توسعه (زمینه‌های اجتماعی انقلاب مشروطه و ناکامی آن در زدودن استبداد)
- ب) بررسی نیروهای اجتماعی و تحولات و حوادث بین‌المللی در سقوط رضاشاه و پایه‌ریزی حکومت پهلوی دوم
- پ) بررسی برنامه‌های ناهمگون و نامتوازن اجتماعی – اقتصادی پهلوی دوم و زمینه‌های ظهور انقلاب اسلامی سال ۱۳۵۷

## نقد و بررسی
به نظر می رسد آبراهامیان دارای گرایش‌های فکری چپ گرایانه است. وی جزء شرق شناسانی است که با چارچوب نظری مارکسیستی در صدد برآمده است تا سیر تحولات اجتماعی ایران بین دو انقلاب مشروطه و انقلاب اسلامی را مورد بررسی قرار دهد و با برجسته کردن عوامل اقتصادی در صدد بوده تا نشان دهد که انقلاب ایران چندان هم اسلامی نبوده‌است. کتاب با رویکرد نیومارکسیستی ئی.پی. تامپسن نگارش شده‌است که پدیده طبقه را نباید صرفاً برحسب ارتباط آن با شیوه تولید (آن‌گونه که مارکسیست‌های آیینی اغلب معتقدند) درک کرد بلکه برعکس، طبقه را لازم است در متن زمان تاریخی و اصطکاک اجتماعی آن با دیگر طبقات معاصر، بررسی نمود.
نویسنده معتقد است در صد سال گذشته هیچگاه حلقه ارتباط‌دهنده بین حکومت و ساختارهای اجتماعی به وجود نیامد. به عبارتی دیگر دولت برآیند و برخواسته از جامعه نبود و همین امر گروه‌های حاکم و نیروهای مدرن را از هم دور ساخت و ارتباطات بین اجتماعات (طبقه متوسط سنتی و عمدتا روحانیت و بازاریون) با حکومت به‌طور کلی قطع شد؛ بنابراین، این توسعه ناهمگون، برای اجتماع ایران به ویژه طبقه متوسط سنتی، هیچ جذابیتی نداشت و در ادامه، منجر به شکل‌گیری انقلاب اسلامی در ایران شد. یرواند آبراهامیان توضیح می‌دهد که هریک از اقدامات (از دوره مشروطه تا انقلاب اسلامی) تحولات بعدی را رقم می‌زند که دقیقاً نامتناسب با شرایط اجتماعی-فرهنگی و ساختار و بدنه جمعیت ایران بود. در شهرها به واسطه اقدامات دولت، چهار طبقه که شامل خاندان پهلوی، سرمایه‌داران، طبقه متوسط (مغازه‌داران، کارمندان و معلمان) و طبقه کارگر شکل گرفت که برنامه‌ای برای سازماندهی آنها در جهت اهداف مربوط به توسعه‌یافتگی و رسیدن به ترقی، تنظیم نشده بود.